# Canton d'Alban
Le canton d'Alban est une ancienne division administrative française, située dans le département du Tarn en région Occitanie.

## Géographie
Ce canton était organisé autour d'Alban dans l'arrondissement d'Albi. Son altitude variait de 206 m pour Curvalle à 821 m pour Miolles, avec une moyenne de 525 m.

## Histoire
Le canton est créé en 1793 et contient à l'origine les communes d'Alban (Tarn), Curvalle, Paulinet et Saint-André (Tarn).
En 1829, les communes de Massals et de Miolles quittent le canton de Vabre pour rejoindre ce canton.
En 1833, Teillet est créée à partir de Bézacoul et d'une partie de Paulinet. Elle rejoint alors le canton d'Alban.
Le canton est supprimé par le décret du 17 février 2014 qui entre en vigueur lors des élections départementales de mars 2015. Il est englobé dans le nouveau canton du Haut Dadou.

## Représentation

### Conseillers généraux de 1833 à 2015
| Période | Période                   | Identité                                      | Étiquette             | Qualité                                                                                         |
| ------- | ------------------------- | --------------------------------------------- | --------------------- | ----------------------------------------------------------------------------------------------- |
| 1833    | 1834 (annulation)         | Jean Brandouin du Puget                       |                       | Avocat à Paulin (Paulinet)                                                                      |
| 1834    | 1839                      | Jean Brandouin du Puget                       |                       | Avocat à Paulin (Paulinet)                                                                      |
| 1839    | 1848 (décès)              | Charles de Bancalis de Maurel, Comte d'Aragon |                       | Auditeur au Conseil d'État, propriétaire à Saliès                                               |
| 1848    | 1870                      | Jean-Pierre Bernadou                          |                       | Ancien Préfet, notaire à Teillet                                                                |
| 1870    | 1880                      | Léopold Bonnet                                | Républicain           | Propriétaire, maire de Curvalle                                                                 |
| 1880    | 1889 (décès)              | Hippolyte Delbosc                             | Républicain           | Docteur-médecin à Albi Maire de Paulin                                                          |
| 1889    | 1910                      | Louis Boularan                                | All.Rép.Dém.          | Docteur en médecine Maire d'Alban (1896-1912), conseiller d'arrondissement Sénateur (1900-1909) |
| 1910    | 1917 (décès)              | Charles Poisson                               | Rad.                  | Docteur en médecine à Alban                                                                     |
| 1917    | 1919                      | siège vacant                                  |                       |                                                                                                 |
| 1919    | 1941 (démission d'office) | Raymond Sans                                  | Rad.                  | Médecin Maire d'Alban (1925-1941) Révoqué par le Gouvernement de Vichy                          |
|         |                           |                                               |                       |                                                                                                 |
| 1945    | 1961                      | Raymond Sans                                  | Rad.                  | Médecin Maire d'Alban (1944-1959)                                                               |
| 1961    | 1979                      | Célestin Capelle                              | MRP puis DVD puis UDF | Agriculteur Maire de Massals, ancien conseiller d'arrondissement                                |
| 1979    | 1998                      | Etienne Chamayou                              | UDF                   | Cultivateur Maire de Paulinet                                                                   |
| 1998    | 2004                      | Jean Calvet                                   | UDF                   | Pharmacien Maire d'Alban (1995-2001)                                                            |
| 2004    | 2015                      | Jean-Louis Fournier                           | DVD                   | Directeur d'agence bancaire Maire d'Alban (2014-2020)                                           |

### Conseillers d'arrondissement (de 1833 à 1940)
| Période                                  | Période      | Identité                          | Étiquette                | Qualité |
| ---------------------------------------- | ------------ | --------------------------------- | ------------------------ | --- |
| 1833                                     | 1848 (décès) | Marc Antoine Descolis (1787-1848) |                          | Négociant, maire de Paulin (1822-1848)                                                                      |
| 1848                                     | 1852         | Léopold Bonnet                    |                          | Maire de Curvalle (1848-1851)                                                                               |
| 1852                                     |              | Henri de Matha                    |                          | Propriétaire à Miolles                                                                                      |
|                                          |              |                                   |                          | |
| 1886                                     | 1889         | Louis Boularan                    | Républicain              | Docteur en médecine, maire d'Alban (1896-1912)                                                              |
| 1889                                     | 1901         | M. Régy                           | Républicain progressiste | |
| 1901                                     |              | M. Itié                           | Radical                  | |
|                                          |              |                                   |                          | |
| 1925                                     | 1937         | Albert Bex                        | SFIO                     | Greffier expert à Alban                                                                                     |
| 1937                                     | 1940         | Célestin Capelle                  | PDP                      | Agriculteur, maire de Massals                                                                               |
| 1940                                     |              |                                   |                          | Les conseils d'arrondissement ont été suspendus par la loi du 12 octobre 1940 et n'ont jamais été réactivés |
| Les données manquantes sont à compléter. |              |                                   |                          | |

## Composition
Le canton d'Alban comprenait sept communes et comptait 2 649 habitants, selon la population municipale en 2012.
| Nom               | Code Insee | Intercommunalité                          | Population (dernière pop. légale) |
| ----------------- | ---------- | ----------------------------------------- | --------------------------------- |
| Alban (chef-lieu) | 81003      | CC des Monts d'Alban et du Villefranchois | 944 (2014)                        |
| Curvalle          | 81077      | CC des Monts d'Alban et du Villefranchois | 401 (2014)                        |
| Massals           | 81161      | CC des Monts d'Alban et du Villefranchois | 101 (2014)                        |
| Miolles           | 81167      | CC des Monts d'Alban et du Villefranchois | 99 (2014)                         |
| Paulinet          | 81203      | CC des Monts d'Alban et du Villefranchois | 531 (2014)                        |
| Saint-André       | 81240      | CC des Monts d'Alban et du Villefranchois | 95 (2014)                         |
| Teillet           | 81295      | CC des Monts d'Alban et du Villefranchois | 442 (2014)                        |

## Démographie
| 1962  | 1968  | 1975  | 1982  | 1990  | 1999  | 2006  | 2011  | 2012  |
| ----- | ----- | ----- | ----- | ----- | ----- | ----- | ----- | ----- |
| 4 486 | 4 394 | 3 739 | 3 405 | 3 049 | 2 733 | 2 745 | 2 686 | 2 649 |